# آرتور براونر
آرتور براونر (آلمانی: Artur Brauner؛ زادهٔ ۱ اوت ۱۹۱۸ – درگذشته ۷ ژوئیهٔ ۲۰۱۹) یک تهیه‌کننده فیلم، و فیلم‌نامه‌نویس لهستانی‌تبار اهل آلمان بود.
از فیلم‌ها یا مجموعه‌های تلویزیونی که وی در آن‌ها نقش داشته‌است، می‌توان به انتقام دکتر مابوزه، پیامد تلخ، هانوسن، شیطان از آکاساوا آمد، عشقی در آلمان، لاکی مرموز، نبرد برای رم و او با شور و هیجان کشت اشاره نمود.